# Клинок 47 ронінів
«Клинок 47 ронінів» (англ. Blade of the 47 Ronin) — фентезійний драматичний бойовик режисера Рона Юаня, сіквел фільму " 47 ронінів " 2013 року.
Фільм вийде на платформі Netflix у 2022 році.

## Сюжет
Дія фільму відбувається через 300 років після подій першого фільму в сучасній Японії, де самурайські клани існують в таємниці.

## У ролях
- Анна Акана[en]
- Марк Дакаскос
- Тереза Тінг
- Майк Мо
- Дастін Нгуєн
- Йосі Сударсо
- Кріс Пенг

## Виробництво

### Розробка
У серпні 2020 року було оголошено про розробку сіквела до фільму «47 ронінів».

### Зйомки
Зйомки фільму завершилися в Будапешті в грудні 2021.

## Прем'єра
Фільм вийде в 2022 на стримінговій платформі Netflix.